# Shiba Sonome

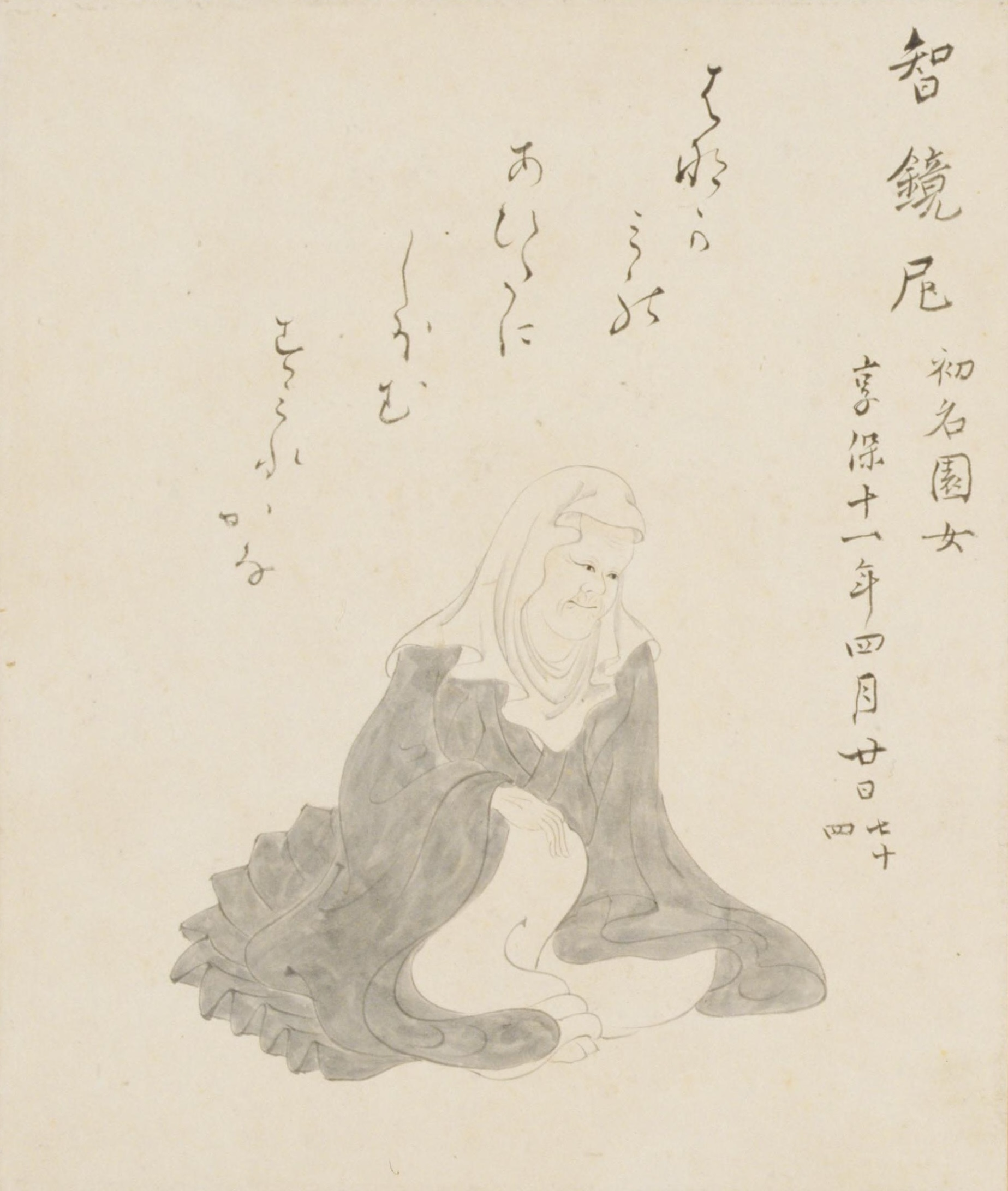

Shiba Sonome (en japonés :斯波 園女, 1664 – 1726) fue una poetisa zen japonesa, muy amiga de Matsuo Bashō con el que mantenía una asidua correspondencia jalonada de haikús considerada hoy día un tesoro literario.